# 陰性反應
陰性反應（negative）是在医学检查中的名詞，阴性表示与试剂没有发生反应，表示体液中不存在相应的抗原/抗体，或者是在體徵上具有較不明顯的跡象。例如乳癌的疾病篩檢結果是陰性，表示未檢測乳癌。相對於陽性反應。